# Knooppunt Køge Vest
Knooppunt Køge Vest (Deens: Motorvejskryds Køge Vest) is een knooppunt in de Denemarken tussen de Køge Bugt Motorvejen richting Kopenhagen, de Vestmotorvejen richting Odense en de Sydmotorvejen richting Rødby. Het knooppunt is genoemd naar de plaats Køge, die in de buurt van het knooppunt ligt.
| Aansluitende wegen | Aansluitende wegen | Aansluitende wegen | Aansluitende wegen | Aansluitende wegen  |
| ------------------ | ------------------ | ------------------ | ------------------ | ------------------- |
|                    |                    |                    |                    | richting Kopenhagen |
|                    |                    |                    |                    |                     |
| richting Odense    |                    |                    |                    |                     |
|                    |                    |                    |                    |                     |
|                    |                    | richting Rødby     |                    |                     |

Aalborg Centrum · Aalborg Nord · Aalborg Syd · Århus Nord · Århus Syd · Århus Vest · Avedøre · Ballerup · Brøndby · Fredericia · Gladsaxe · Herning · Herning Syd · Ishøj · Kliplev · Køge Vest · Kolding · Kolding Vest · Kongens Lyngby · Nørresundby Centrum · Odense · Rødovre · Skærup · Taastrup · Vallensbæk · Vendsyssel